# Hodogaya-ku
Hodogaya (保土ケ谷区, Hodogaya-ku) à Yokohama, Japon, créé en 1927, est un des dix-huit arrondissements de la ville de Yokohama, dans la préfecture de Kanagawa. Cet arrondissement comprenait initialement une partie de celui d'Asahi, partagé en 1969. La zone compte 21,81 km2 et la population compte plus de 200 000 habitants.

Situation de Hodogaya-ku.

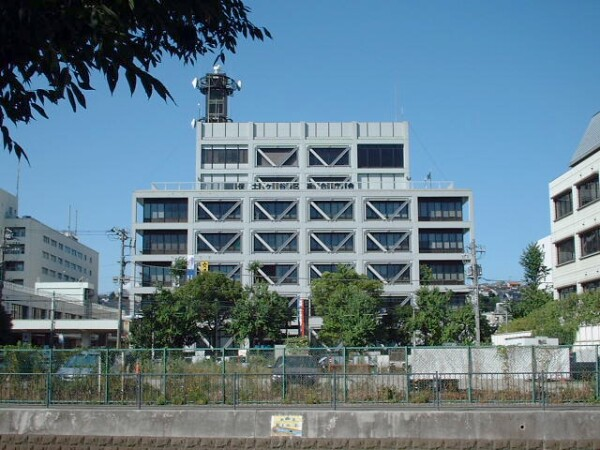
La mairie de l'arrondissement.

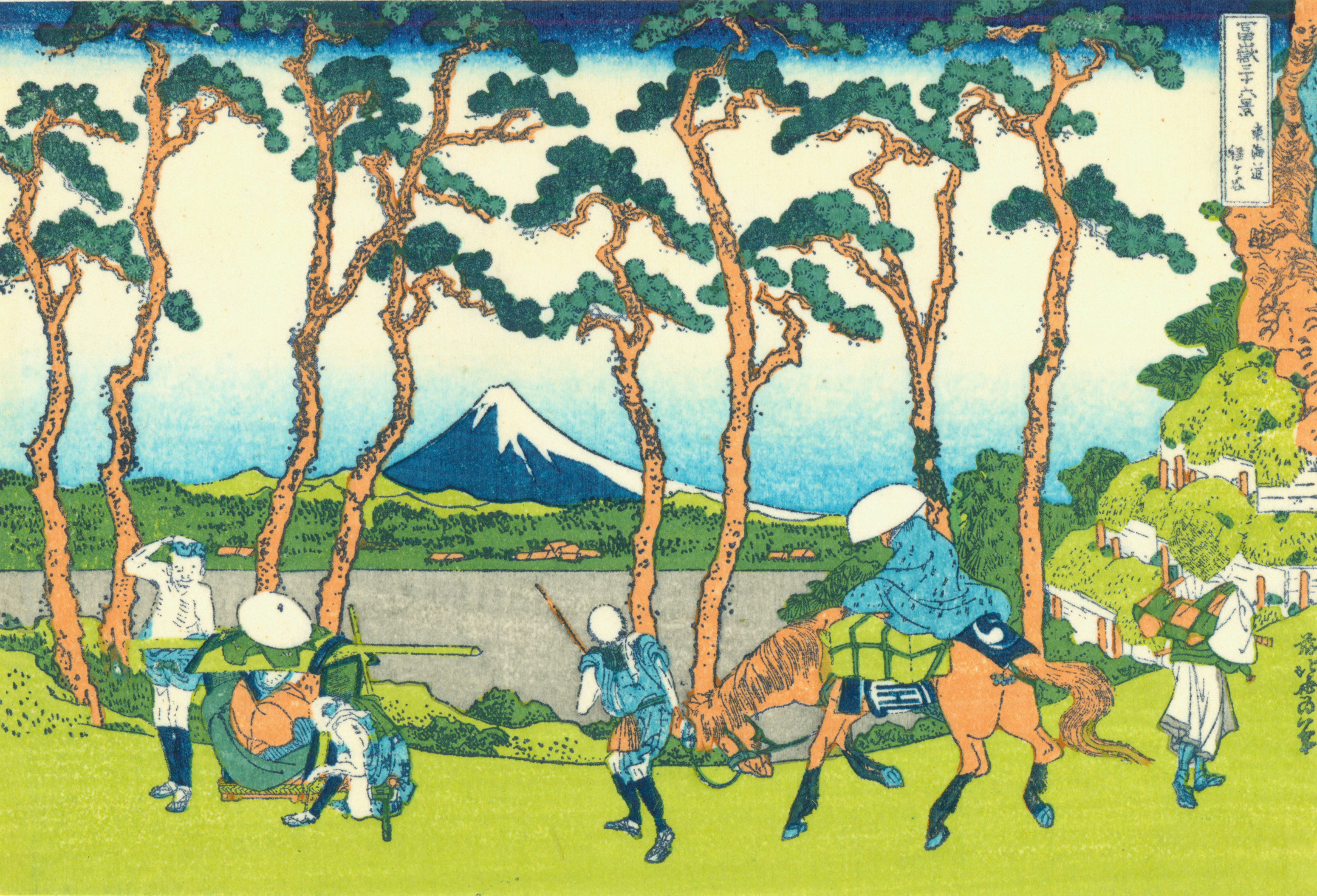
Hokusai.

C'est une ancienne  shukuba (station) de la route du Tōkaidō.